# Ley del embudo

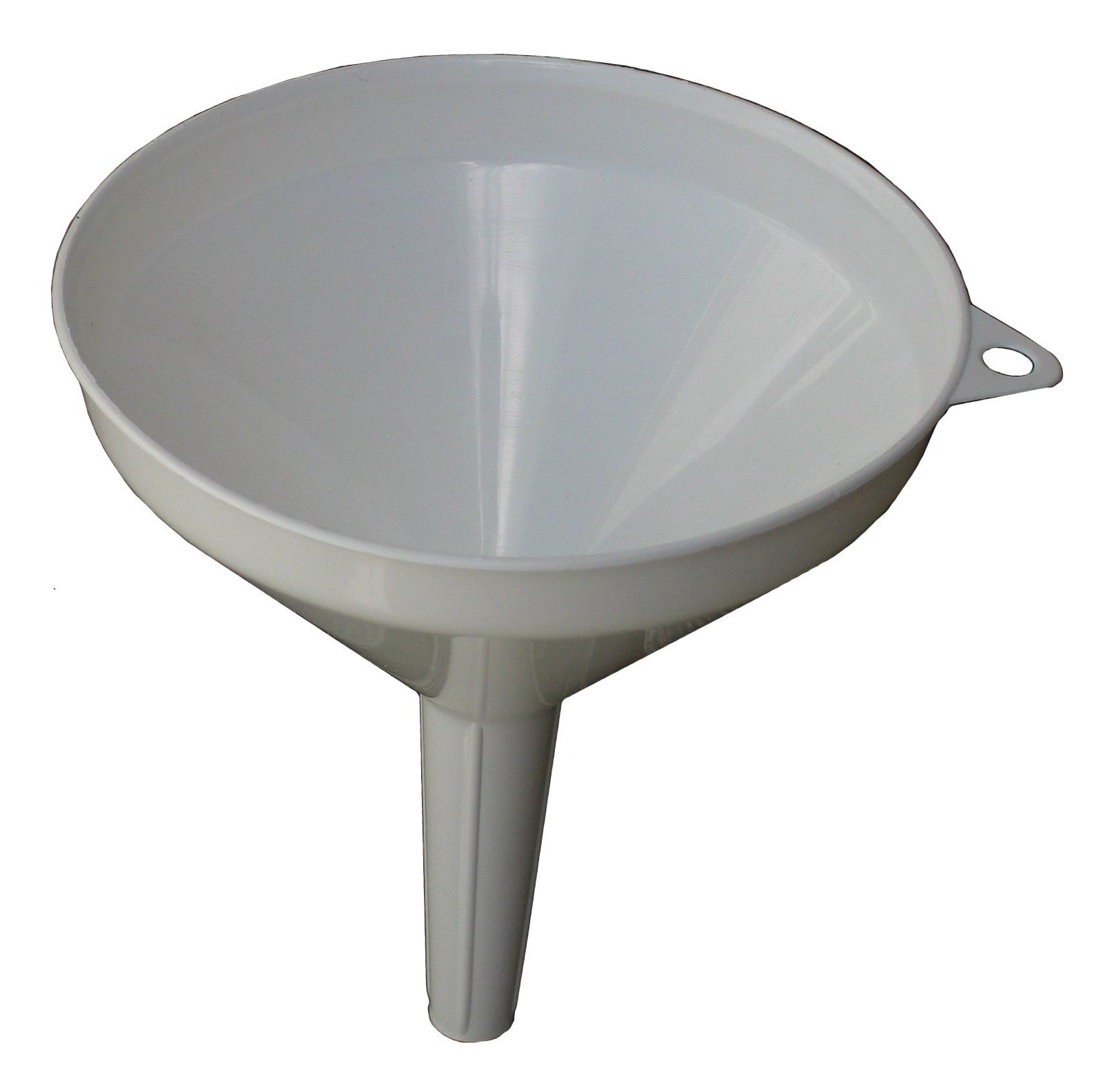
Embudo

Se conoce como ley del embudo a una expresión acuñada popularmente para denunciar una injusticia evidente que nadie se atreve a subvertir y que a menudo surge de alguna confrontación o disputa en la que vence siempre el más fuerte, no el que tiene más razón, atentando contra el justo principio de la equidad. En el fondo dirime la cuestión planteada entre Solón y Anacarsis el Escita sobre la naturaleza de la justicia, las fuentes del derecho y la legitimidad.
El mandato único de esta ley puede resumirse en: "La ley del embudo: / lo estrecho para otros, / lo ancho para uno" (refrán), en referencia a la forma del embudo. En países con síntomas de cleptocracia se tiende a legislar aplicando tal práctica. Es una locución muy común en los países de habla hispana.
Es una "ley" contraria a los principios de igualdad ante la ley y de equidad; el uso de esta locución, en algunos casos, puede llevar implícita una crítica contra los poderes fácticos.

## Usos de la expresión

### Argentina
En Argentina también se aplica a una situación específica, que se expresa en palabras vulgares como "(la ley del embudo), la más linda con el más boludo" y otras variantes en las que se busca la rima con la palabra "embudo", por ejemplo "(la ley del embudo), la más fuerte con el más boludo", etc.

### Colombia
En Colombia fue símbolo de la identidad del Movimiento 19 de abril (M-19) y de su fundador Jaime Bateman Cayón, quien propuso como himno de la organización una canción vallenata compuesta por Hernando Marín e interpretada por Beto Zabaleta con el acordeón de Emilio Oviedo, muy popular en los grupos de izquierda, "La ley del embudo".

Yo soy el cantante del pueblo,
yo soy quien defiende a la población,
allá donde no llega el gobierno,
allá es donde nace mi triste canción,
yo soy quien escucho su llanto y con ellos,
comparto la necesidad,
y mejor le pedimos a los santos,
porque el que está gobernando creo que eso es por no dejar,
como ellos lo tienen todo a la mano,
no les importa un carajo la perdida humanidad.

La ley del embudo,
lo ancho pa' ellos y lo angosto pa' uno,
ley de la ballena,
lo angosto pa' uno y lo ancho pa' ella,
la ley del más fuerte,
como están armados se hacen los valientes,
y esta ley del cantante,
porque este sistema se volvió estandarte

Los platos que rompe el gobierno,
los paga mi pueblo trabajando al sol,
no tienen ni solar ni techo,
porque su trabajo no tiene valor,
se pasan la vida luchando pero este cantante de la población,
seguirá con su empeño hasta alcanzarlo,
pa' que a mi pueblo olvidado le llegue la redención
el sistema nos tiene marginados,
pero hay que seguir peleando hasta ser el vencedor.

La ley del embudo,
lo ancho pa' ellos y lo angosto pa' uno,
ley de la ballena,
lo angosto pa' uno y lo ancho pa' ella,
la ley del más fuerte,
como están armados se hacen los valientes,
y esta ley del cantante,
porque este sistema se volvió estandarte.
Hernando Marín

### España

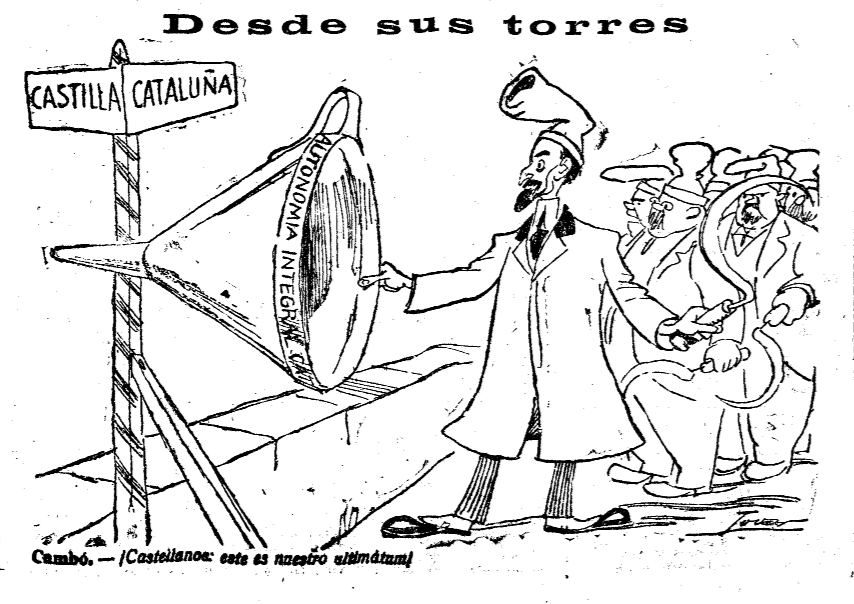
Caricatura de comienzos del donde se maneja implícitamente el concepto de «ley del embudo».

En España se usa la expresión "tener la sartén por el mango" para aludir a quien ostenta un poder absoluto y dicta qué es lo legítimo a los demás. Expresiones semejantes son  “ser el que corta el bacalao”, “ser el que maneja el cotarro” o "tener la parte del león" o leonina, en alusión a la conocida fábula de Esopo. Cuando este poder deriva de los poderosos valedores o protectores de los que mandan, también se cita el proverbio: "El que no tiene padrinos, no se bautiza", así como "los mandamientos del mundo / se reducen a dos: / quítate tú / que me ponga yo" y "Usted diga lo que quiera, que yo haré lo que me dé la gana". Otras expresiones semejantes son "Suerte te dé Dios, que saber de nada vale" y la lamentosa "siempre me toca bailar con la más fea". La costumbre de las "cartas de recomendación" y la existencia de avalistas, grupos de presión, aforamientos numerosísimos y baremos susceptibles de manipulación e interpretación subjetiva también tienen que ver con esta costumbre.
El uso de la expresión se identifica en las formas de legislar, el modelo burocrático estatal, y desde la aparición de inmensos casos de corrupción o pelotazos generalizados con el bipartidismo, considerado en ocasiones defensor de la cleptocracia.

### México
En México, en la película "Lagunilla, mi barrio", el personaje de Doña Lancha (interpretado por Lucha Villa) apela a la ley del embudo para demandar que no se detenga de una manera arbitraria a una persona no inculpada directamente por un robo (a Don Abel, interpretado por Manolo Fábregas, cuando el culpable era El tirantes, interpretado por Héctor Suárez).

### La ley del embudo en el Martín Fierro
La ley es tela de araña,

y en mi ignorancia lo explico,

no la tema el hombre rico,
 
no la tema el que mande,

pues la rompe el bicho grande
 
y sólo enrieda a los chicos.

Es la ley como la lluvia,
 
nunca puede ser pareja,

el que la aguanta se queja,
 
más el asunto es sencillo,

la ley es como el cuchillo,

no ofende a quien lo maneja.

Le suelen llamar espada
 
y el nombre le sienta bien,

los que la manejan ven
 
en dónde han de dar el tajo,

le cae a quién se halle abajo,
 
y corta sin ver a quién.

Hay muchos que son doctores,
 
y de su ciencia no dudo,

mas yo que soy hombre rudo,
 
y aunque de esto poco entiendo

diariamente estoy viendo
 
que aplican la del embudo.
Martín Fierro, José Hernández.